# هیرس‌وافن‌آمت

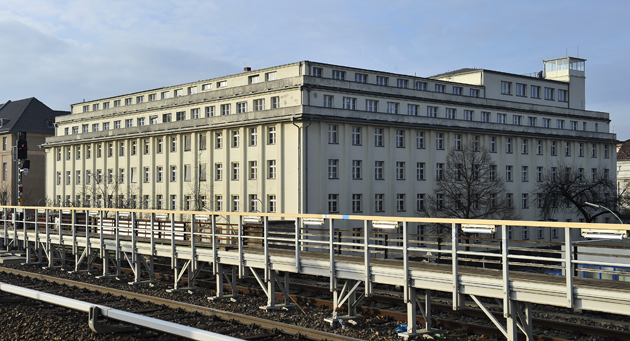
دفتر سابق تسلیحات ارتش، خیابان (Jebensstrasse)، نبش خیابان هرتز، برلین

هییرس‌وافن‌آمت یا دفتر تسلیحات نیروی زمینی (به آلمانی: Heereswaffenamt) دفتر تسلیحات نیروی زمینی آلمان بود. این مرکز تحقیقات و توسعه جمهوری وایمار و بعداً رایش سوم برای سلاح، مهمات و تجهیزات نیروی زمینی به رایشسور آلمان و سپس ورماخت بود. در ۸ نوامبر ۱۹۱۹ با نام اداره مهمات رایش (Reichwaffenamt) تأسیس شد و در ۵ مه ۱۹۲۲ نام آن به دفتر تسلیحات نیروی زمینی (Heereswaffenamt) تغییر یافت.
تا سال ۱۹۴۰، آبن‌آمت (Abnahme) متشکل از ۲۵۰۰۰ پرسنل در پنج بخش در ۱۶ منطقه بازرسی بود که توسط پرسنل ویژه منتخب کارخانه که برای کمک به بازرسان وافن‌آمت(Waffenamt) در هر تأسیسات تولیدی گماشته شده بودند، افزایش یافت. بعداً، در اواسط سال ۱۹۴۴، تقریباً ۸۰۰۰ نفر از این بازرسان آبن‌آمت (Abnahme) «برای خدمت در جبهه آزاد شدند».

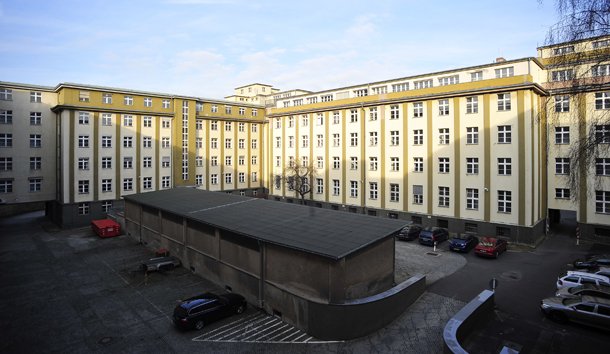
بخش مهمات سابق ارتش (حیاط)، گوشه خیابان هرتز

سیستم تأیید ارتش (Heeres-Abnahmewesen) مسئول آزمایش و پذیرش کلیه سلاح‌ها، تجهیزات و مهمات قبل از تحویل به ورماخت بود. بازرسی‌ها بر اساس دستورالعمل‌های دقیق به نام شرایط تحویل فنی (Technische Lieferbedingungen) که توسط بخش‌های مختلف دفاتر آزمایش سلاح (Waffenprüfämter) تهیه شده بود، انجام می‌شد.
هنگامی که برنامه تسلیح مجدد آغاز شد، بخش‌های بازرسی دفتر تسلیحات در هر کارخانه ایجاد شد و زره پوشان تشویق شدند تا برای موقعیت در آنجا درخواست دهند. برای آماده شدن برای وظایف جدیدشان، یک دوره چهار هفته ای در مدرسه کارشناسی ارشد سلاح‌های ارتش (Heereswaffenmeisterschule) به آنها داده شد. این دوره با آزمونی برای بازرس فنی به پایان رسید که درجه هر متقاضی موفق را به ستوان یکم ارتقا داد. در آغاز سال ۱۹۳۵، همه مقامات بازرسی در برنامه جدید ایجاد شده به‌طور مساوی به عنوان بازرس فنی شروع به کار کردند اما با شروع جنگ در سال ۱۹۳۹ تقریباً همه آنها به بازرس فنی درجه یک با درجه سروان

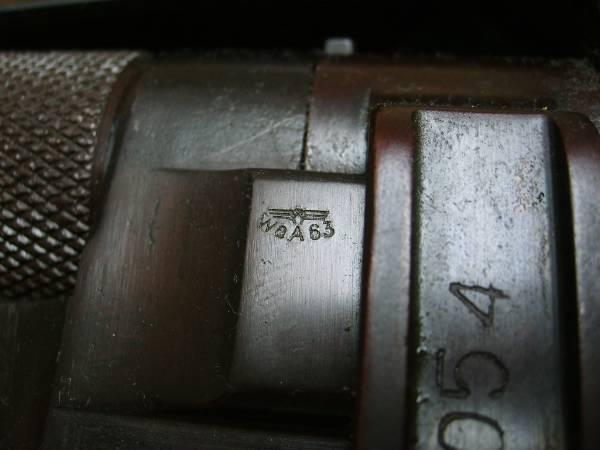
نمونه ای از نشان وافن‌آمت.

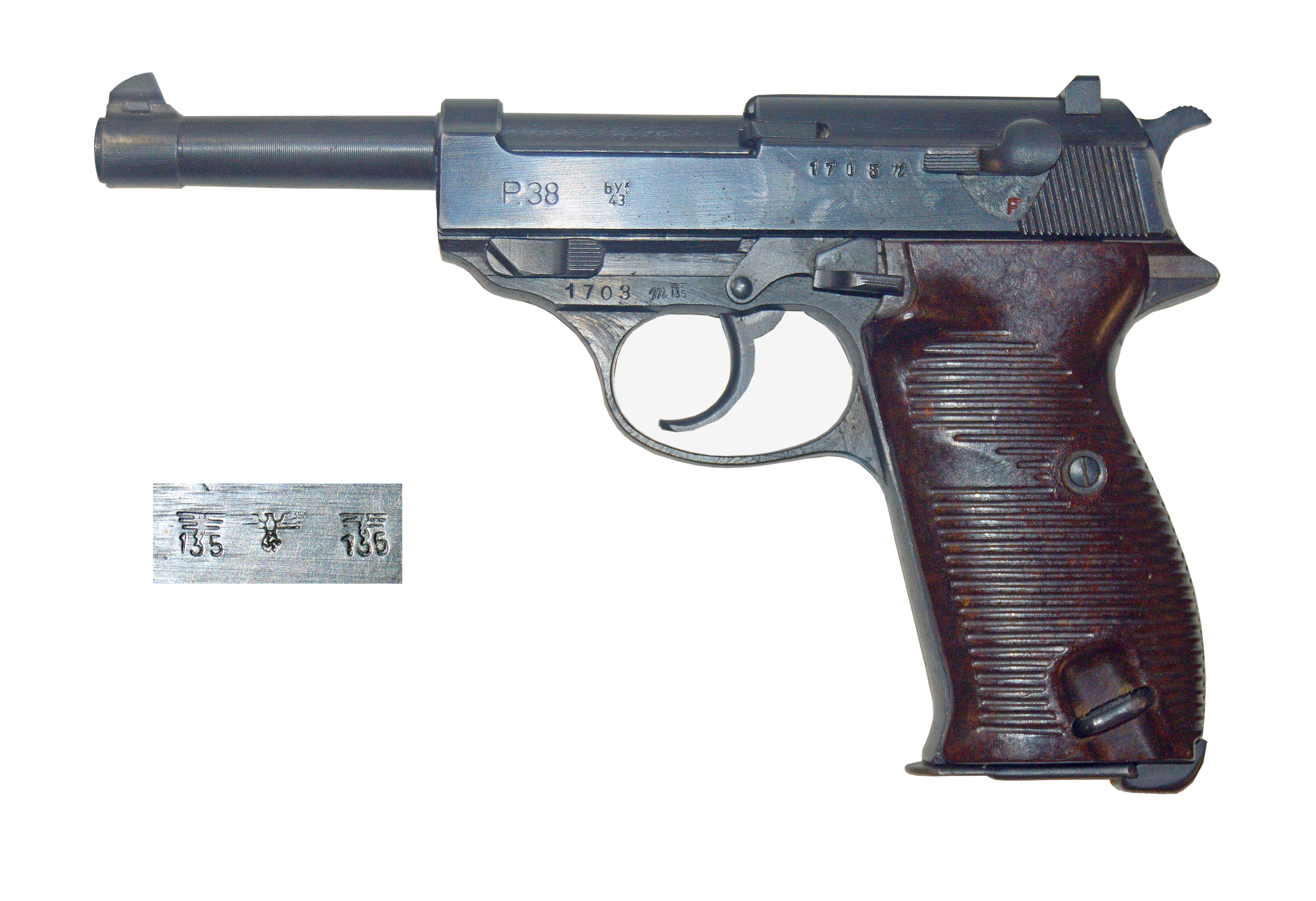

## روسای وافن‌آمت
| ر. | تصویر                   | نگاره                                             | آغاز تصدی     | پایان تصدی     | طول دوران      |
| -- | ----------------------- | ------------------------------------------------- | ------------- | -------------- | -------------- |
| 1  | لودویگ ورتسباخر         | سپهبد لودویگ ورتسباخر (1926–1870)                 | 1 ژوئن 1920   | 1 مارس 1925    | ۴ سال، ۲۷۳ روز |
| 2  | اریک فون بوتسهایم       | سرلشکر اریک فون بوتسهایم (1961–1871)              | 1 مارس 1925   | 28 فوریه 1926  | ۳۶۴ روز        |
| 3  | ماکس لودویگ             | سپهبد ماکس لودویگ (1961–1871)                     | 1 مارس 1926   | 30 می1929      | ۳ سال، ۹۰ روز  |
| 4  | آلفرد فون ولارد-بوکلبرگ | سپهبد آلفرد فون ولارد-بوکلبرگ (1945–1874)         | 1 ژوئن 1929   | 30 نوامبر 1933 | ۴ سال، ۱۸۲ روز |
| 5  | کرت لیز                 | سپهبد کرت لیز (1945–1882)                         | 1 دسامبر1933  | 28 فوریه 1938  | ۴ سال، ۸۹ روز  |
| 6  | کارل هاینریش امیل بکر   | "ژنرال توپخانه" کارل هاینریش امیل بکر (1940–1879) | 1 مارس 1938   | 8 آوریل 1940 † | ۲ سال، ۳۸ روز  |
| 7  | لیب امیل                | "ژنرال توپخانه" لیب امیل (1969–1881)              | 16 آوریل 1940 | 1 فوریه 1945   | ۴ سال، ۲۹۱ روز |
| 8  | والتر بوهل              | "ژنرال پیاده نظام" والتر بوهل (1959–1894)         | 1 فوریه 1945  | 8 مه 1945      | ۹۶ روز         |